# G Watch
El G Watch es un smartwatch basado en Android Wear desarrollado por LG. Fue anunciado el 1 de abril de 2014 y fue lanzado al mercado en los Estados Unidos el 25 de junio de ese mismo año.

## Hardware y diseño
El reloj está fabricado principalmente de plástico con un embellecedor de aluminio. Presenta una pantalla táctil, cuadrada, con un marco de grosor medio, que si bien no es tan fino como el del Moto 360 se aleja del grosor del Samsung Gear Live. Su tamaño es mediano en comparación con el Moto 360 o Gear S.  Esta pantalla está protegida fuertemente por Corning Gorilla Glass 3 ya que la propia naturaleza de estos dispositivos los predispone a que reciba algún golpe o roce. 
Este reloj inteligente no dispone de ningún botón físico necesitando una combinación de comando de voz y pantalla táctil para poder interactuar con el . 
Para encenderlo por primera vez dispone de un cable de carga magnética que se conecta en el reverso del reloj y este a su vez a la corriente o al ordenador. El hecho de no tener una ranura permite que el reloj tenga una certificación Ingress Protectión IP 67 con un 100% de resistencia al polvo y sumergible hasta un metro durante 30 minutos.
El diseño del reloj es funcional y simple.
La batería de 400mAh le da una autonomía media de un día y la duración de una recarga completa es de aproximadamente 30 minutos.
El núcleo del reloj está formado por un procesador Qualcomm Snapdragon 400 a 1,2GHz con 512MB de RAM y memoria interna de 4GB.
Los sensores con los que cuenta son: acelerómetro, brújula y giróscopo. Una de las funciones que tiene el acelerómetro es la de poder activar la pantalla del reloj de modo pasivo (atenuada) a modo activo( completamente encendida) a partir del movimiento de la muñeca del usuario. El reloj tiene la opción de usarlo de esta forma o tener la pantalla apagada y activarla manualmente cuando se quiera usar para un mayor ahorro de batería. 
La conectividad se realiza mediante Bluetooth 4.0 Low Energy. De esta forma se garantiza una buena transferencia de datos con el mínimo gasto de batería para ambos dispositivos. Para configurar el reloj se necesita descargar la aplicación del mismo desde el Play Store de Android. 

## Software
El G Watch utiliza Android Wear, una versión de la popular plataforma móvil Android de Google diseñada específicamente para dispositivos vestibles (wearables en inglés). Se integra con Google Now y puede sincronizarse a través de bluetooth con teléfonos inteligentes que corran Android 4.3 o superior para recibir notificaciones y controlar varias otras operaciones.
El reloj permite visualizar las novedades de Twitter, Facebook y WhatsApp entre otras aplicaciones del teléfono móvil.
También Se puede contestar a llamadas entrantes a través del móvil y hablar por él, pero solo es posible usarlo si tienes auriculares enchufados en tu teléfono inteligente porque no tiene salida de audio.